# Italia en la Copa Mundial de Fútbol de 1950
Italia es una de las 13 selecciones participantes de la Copa Mundial de Fútbol de Brasil 1950, la cual fue su tercera participación consecutiva en un mundial.

## Clasificación
Italia clasificó directamente como el campeón de la edición anterior (Francia 1938).

## Jugadores
Estos fueron los 22 jugadores convocados para el torneo:

## Resultados
Italia fue eliminada en la fase de grupos.
| País     | P                  | G                  | E                  | P                  | GF                 | GC                 | GD                 | PTS                |
| -------- | ------------------ | ------------------ | ------------------ | ------------------ | ------------------ | ------------------ | ------------------ | ------------------ |
| Suecia   | 2                  | 1                  | 1                  | 0                  | 5                  | 4                  | +1                 | 3                  |
| Italia   | 2                  | 1                  | 0                  | 1                  | 4                  | 3                  | +1                 | 2                  |
| Paraguay | 2                  | 0                  | 1                  | 1                  | 2                  | 4                  | −2                 | 1                  |
| India    | Abandonó el torneo | Abandonó el torneo | Abandonó el torneo | Abandonó el torneo | Abandonó el torneo | Abandonó el torneo | Abandonó el torneo | Abandonó el torneo |

| 25 de junio de 1950 | Suecia                          | 3-2     | Italia                          | Estádio do Pacaembu, São Paulo                        |                                                       |
|                     | Jeppson 25' 69' · Andersson 34' | Reporte | Carapellese 7' · Muccinelli 78' | Asistencia: 36 502 espectadores Árbitro(s): Jean Lutz | Asistencia: 36 502 espectadores Árbitro(s): Jean Lutz |

| 2 de julio de 1950 | Italia                           | 2-0     | Paraguay | Estádio do Pacaembu, São Paulo                           |                                                          |
|                    | Carapellese 12' · Pandolfini 63' | Reporte |          | Asistencia: 25 811 espectadores Árbitro(s): Arthur Ellis | Asistencia: 25 811 espectadores Árbitro(s): Arthur Ellis |